# 大日本帝国軍爆薬一覧
大日本帝国軍爆薬一覧（だいにほんていこくぐんばくやくいちらん）は、第二次世界大戦の終結までに大日本帝国陸海軍で使用した爆薬の一覧である。
| 日本軍での呼称                    | 爆薬の材料、名称                                                                                        | 用途               | 使用した兵器            | 使用した組織 | 要約                                                                                                  |
| --------------------------------- | --- | ------------------ | ----------------------- | ------------ | --- |
| 黄色薬 下瀬火薬（下瀬爆薬）       | ピクリン酸                                                                                              | 炸薬、伝爆薬       | 爆弾、砲弾 機雷、地雷   | 陸海両用     | 最も広汎に炸薬として使用、圧搾充填。                                                                  |
| 茶褐薬 九二式爆薬 トロチル        | トリニトロトルエン(TNT)                                                                                 | 炸薬               | 砲弾、手榴弾 稀に爆弾   | 陸海両用     | 通常、紙で包装されたブロック状の塊を爆破に用いる。海軍40mm機銃弾の炸薬。                              |
| 茶黄薬                            | 75% ピクリン酸 25% トリニトロトルエン(TNT)                                                              | 炸薬               | 爆弾                    | 陸軍         | 稀に用いられた。成形火工時の熔填作業において、TNTは融点が低かった。                                   |
| 黄那薬                            | 80% ピクリン酸 20% ジニトロナフタリン                                                                   | 炸薬               | 砲弾                    | 陸軍         | 稀に用いられた。ジニトロナフタリンは成形のために添加された。                                          |
| 黄脂薬                            | 88% ピクリン酸 12% パラフィン                                                                           | 炸薬               | 砲弾                    | 陸軍         | 徹甲弾弾頭の先端に用いられた。鈍感な爆薬。                                                            |
| 塩斗薬                            | 81% 塩素酸カリウム 15% ジニトロトルエン 4% パラフィン                                                   | 爆破用             | 爆薬                    | 陸軍         | 通常、紙で包装されたブロック状の塊を爆破に用いる。                                                    |
| 硝斗薬                            | 70% 硝酸アンモニウム 30% トリニトロトルエン(TNT)                                                        | 炸薬               | 手榴弾、地雷            | 陸軍         | 圧搾充填。                                                                                            |
| 塩那薬                            | 80% 塩素酸カリウム 15% ニトロナフタリン 5% ひまし油                                                     | 爆破用             | 爆薬                    | 陸軍         | |
| 硝那薬                            | 90% 硝酸アンモニウム 10% ジニトロナフタリン                                                             | 炸薬               | 手榴弾、地雷            | 陸軍         | 圧搾充填。                                                                                            |
| 茗亜薬 テトリール                 | テトリル                                                                                                | 炸薬、伝爆薬       |                         | 陸海両用     | 圧搾充填。海軍25mm機銃弾の炸薬。                                                                      |
| 硝宇薬 ヘキソーゲン               | トリメチレントリニトロアミン(RDX)                                                                       | 伝爆薬             |                         | 陸海両用     | 圧搾充填。しばしばパラフィンと共に用いられる。 陸軍の12.7mm及び20mm機関砲弾の炸薬としても使用された。 |
| 硝英薬 ペントリット               | ペンタエリトリットテトラニトラート(PETN)                                                                | 伝爆薬             |                         | 陸海両用     | 工兵用。導爆索などで爆薬に伝火するための火薬。                                                        |
| 灰色薬                            | 48% 過塩素酸アンモニウム 25% トリメチレントリニトロアミン(RDX) 20% 硝酸グアニジン 5% パラフィン 2% 木炭 | 爆破用             | 爆薬                    | 陸軍         | |
| 平寧薬                            | トリニトロフェネトール                                                                                  | 炸薬               | 砲弾                    | 陸軍         | TNTの欠乏を予測して作られた代用薬。                                                                   |
| 茶那薬                            | 70% トリニトロトルエン(TNT) 30% ジニトロナフタリン                                                      | 炸薬               | 砲弾                    | 陸軍         | 爆薬は熔填する。                                                                                      |
| 一号淡黄薬                        | 60% トリメチレントリニトロアミン(RDX) 30% トリニトロトルエン(TNT) 10% テトリル                          | 爆破用             | 爆薬                    | 陸軍         | 爆薬は熔填する。                                                                                      |
| 二号淡黄薬                        | 55% トリメチレントリニトロアミン(RDX) 38% トリニトロトルエン(TNT) 7% テトリル                           | 炸薬               | 爆弾、砲弾、地雷 破壊筒 | 陸軍         | 爆薬は熔填する。                                                                                      |
| 特一号安瓦薬                      | 54% 硝酸アンモニウム 36% 硝酸グアニジン 10% トリメチレントリニトロアミン(RDX)                           | 炸薬               | 砲弾                    | 陸軍         | 弾体に炸薬を熔填する。                                                                                |
| 一号安瓦薬                        | 51% 硝酸アンモニウム 34% 硝酸グアニジン 15% トリメチレントリニトロアミン(RDX)                           | 炸薬               | 砲弾                    | 陸軍         | 弾体に炸薬を熔填する。吸湿性あり。                                                                    |
| 二号安瓦薬                        | 48% 硝酸アンモニウム 32% 硝酸グアニジン 20% トリメチレントリニトロアミン(RDX)                           | 炸薬               | 爆弾                    | 陸軍         | 弾体に炸薬を熔填する。 爆発威力は黄色薬と比べて遜色なし。                                             |
| カーリット 八八式爆薬（二号乙薬） | 75% 過塩素酸アンモニウム 16% ケイ素鉄 6% 木粉 3% 重油                                                   | 炸薬               | 機雷、爆雷              | 陸海両用     | 粘性のない灰色の粉。摩擦に敏感である。                                                                |
| 九一式爆薬                        | トリニトロアニソール                                                                                    | 炸薬               | 爆弾、徹甲弾            | 海軍         | 爆薬は熔填する。                                                                                      |
| 九四式爆薬                        | 60% トリニトロアニソール 40% トリメチレントリニトロアミン(RDX)                                          | 炸薬               | 魚雷弾頭                | 海軍         | |
| 九七式爆薬                        | 60% トリニトロトルエン(TNT) 40% ヘキサニトロジフェニルアミン(HND)                                       | 炸薬               | 魚雷弾頭 爆雷           | 海軍         | 爆薬は熔填する。                                                                                      |
| 九八式爆薬                        | 60% トリニトロアニソール 40% ヘキサニトロジフェニルアミン(HND)                                          | 炸薬               | 爆弾、機雷 爆雷         | 海軍         | 弾体に熔填し、爆薬はブロック状。圧搾充填。                                                            |
| 一式爆薬                          | 81% ピクリン酸アンモニウム 16% アルミニウム粉末 2% 重油 1% 木粉                                         | 炸薬               | 爆雷                    | 海軍         | 粘性のない粉末。                                                                                      |
| 二式爆薬                          | 60% トリニトロアニソール 40% アルミニウム粉末                                                           | 炸薬、焼夷剤       | 砲弾                    | 海軍         | |
| -                                 | 60% トリニトロトルエン(TNT) 24% ヘキサニトロジフェニルアミン(HND) 16% アルミニウム粉末                  | 炸薬               | 魚雷弾頭                | 海軍         | |
| ヘキシル                          | ヘキサニトロジフェニルアミン(HND)                                                                       | 炸薬               | 魚雷弾頭                | 海軍         | |
| 第一焼夷剤                        | 50% ペンタエリトリットテトラニトラート(PETN) 50% トリメチレントリニトロアミン(RDX)                      | 炸薬               | 銃弾                    | 海軍         | 7.7mm、7.9mm、三式13mm機銃弾の炸薬。第二焼夷剤と共に用いる。                                          |
| 第二焼夷剤                        | 50% トリメチレントリニトロアミン(RDX) 50% アルミニウム粉末                                              | 炸薬、焼夷剤       | 銃弾                    | 海軍         | 7.7mm、7.9mm、三式13mm機銃弾の炸薬。第一焼夷剤と共に用いる。                                          |
| ペントリール                      | 50% ペンタエリトリットテトラニトラート(PETN) 50% トリニトロトルエン(TNT)                                | 炸薬               | 銃弾                    | 海軍         | 二式13mm、20mm、30mm機銃弾の炸薬。                                                                    |
| 成型焼夷炸薬                      | 60% トリニトロトルエン(TNT) 40% アルミニウム粉末                                                        | 炸薬、焼夷剤       | 銃弾                    | 海軍         | 25mm機銃弾の炸薬。                                                                                    |
| 雷汞                              | 雷酸水銀                                                                                                | 信管、雷管の起爆薬 |                         | 陸軍         | |
| 一号爆粉                          | 37.5% 雷酸水銀 37.5% 塩素酸カリウム 25% 硫化アンチモン                                                  | 雷管の起爆薬       |                         | 陸軍         | |
| 二号爆粉                          | 16.6% 雷酸水銀 41.7% 塩素酸カリウム 41.7% 硫化アンチモン                                                | 信管の起爆薬       |                         | 陸軍         | |
| 三号爆粉                          | 雷酸水銀 塩素酸カリウム 硫化アンチモン                                                                  | 雷管の起爆薬       |                         | 陸軍         | |
| 窒化鉛                            | アジ化鉛                                                                                                | 信管、雷管の起爆薬 |                         | 陸海両用     | 最も広汎に使用された起爆薬。                                                                          |
| -                                 | 塩素酸カリウム 硫化アンチモン                                                                           | 信管の起爆薬       |                         | 陸海両用     | 信管用としては最も汎用の起爆薬。                                                                      |